# ウエディングドレス (1986年のテレビドラマ)
『ウェディングドレス』は、日本テレビ系列の『火曜サスペンス劇場』で放映された2時間ドラマ。六月の花嫁シリーズの一作。1986年7月1日放送。

## 内容
社長令嬢の真美（沢口靖子）は誘拐されそうになったところを救ってもらったことから、塚田組のチンピラ、次郎（天宮良）と知りあった。その後も次郎は再び男たちに襲われた真美を救い、2人は恋に落ちる。しかし、このたびたび真美が襲われた事件の背後には恐ろしい陰謀があった。なんと、つぶれかかっている自分の会社を立て直すため、実の父、真一郎（高橋昌也）が真美が相続するはずの母方の祖父の莫大な遺産を狙って、塚田組に真美の暗殺を依頼していたのだ。父に裏切られた真美と組から追われることになった次郎は、死を覚悟した上で結婚式を挙げる。

## キャスト
- 樺島真美：沢口靖子
- 矢島次郎：天宮良
- 樺島真一郎：高橋昌也
- 樺島欣子：加茂さくら
- 花井透：鹿内孝
- 塚田茂一：織本順吉
- 安川吾朗：有川博
- 松井信吉：小泉博
- 福井英輔：小沢和義
- 菅一朗：三上知久
- ユキ：水木薫
- 柴田：西村淳二
- タツ：市川夏江

## スタッフ
- 原作：藤原審爾
- 脚本：池田一朗
- 演出：瀬木宏康
- プロデューサー：清水欣也、広岡常男、青木信也
- 制作：東宝
- 主題歌：岩崎宏美「25時の愛の歌」